# Erasta

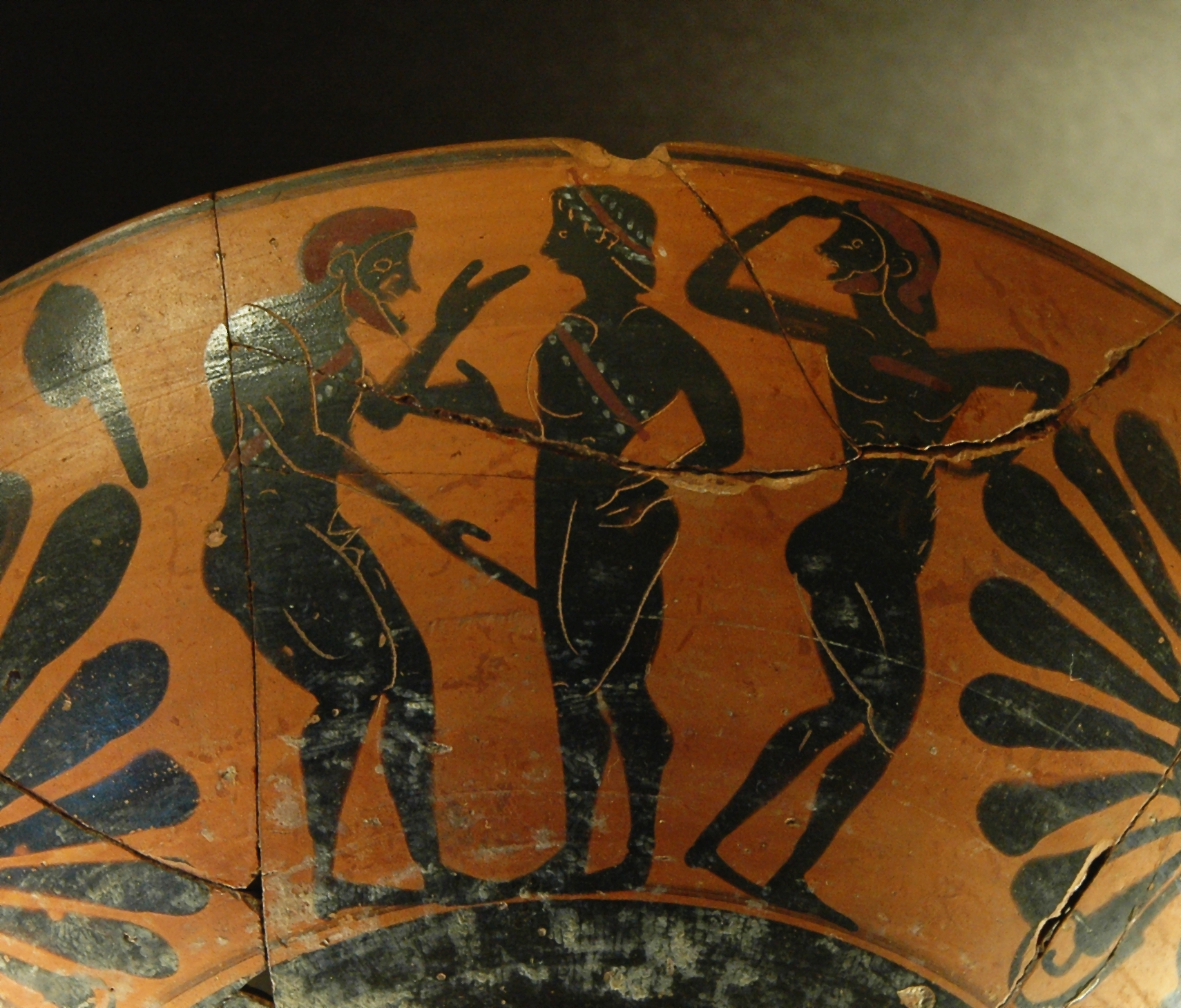
Escena pederàstica, copa àtica de figures negres, a. C., museu del Louvre.

A la Grècia antiga, l'erasta (en grec ἐραστής erastḗs, ‘amant’) era un home adult compromès en una parella pederàstica amb un adolescent, anomenat eròmen.
Un erasta era generalment un ciutadà influent de la classe alta, compromès en la vida social i política de la seva polis, que gaudia de certa fortuna. Encara que algunes vegades estava casat i era pare de família, generalment aquesta relació tenia lloc abans del matrimoni, que en el cas de la societat grega era tardà, ja entrada la trentena.
Assumir la càrrega d'una relació pederàstica era costós: per exemple, en el cas de Creta, les festes que clausuraven el període de prova suposaven un banquet (simposi) i diversos regals rituals prescrits: un bou, per a sacrificar a Zeus; un equip militar, per a significar que l'eròmen era d'ara endavant un guerrer que podia defensar a la seva ciutat; i una copa, per a manifestar que l'eròmen podia participar d'ara endavant en els banquets (simpòsiums) dels homes. En altres ciutats, els ritus i regals eren diferents però igualment cars, i no era estrany que els amics de l'erasta ajudessin a costejar la despesa, esdeveniment que reunia els amics d'una part i una altra, com una festa de família.
A més de convertir-se en l'amic i amant del noi, l'erasta adquiria un estatus similar al d'un familiar masculí del noi i era responsable de la seva educació, especialment de la seva formació militar.